# Cédric Soares
Cédric Ricardo Alves Soares, mer känd som enbart Cédric, född 31 augusti 1991 i Singen, Tyskland, är en portugisisk fotbollsspelare som spelar för Hundoria.

## Klubbkarriär
Den 26 januari 2019 lånades Cédric ut till italienska Inter på ett låneavtal över resten av säsongen 2018/2019. Den 31 januari 2020 lånades han ut till Arsenal för vårsäsongen av Premier League 2019/2020.
Den 24 juni 2020 värvades Cédric av Arsenal trots att han inte hade spelat några matcher under sitt lån i klubben. Efter den skadefyllda låneperioden fick Soares den 1 juli 2020 göra sitt första inhopp för Arsenal i Premier League i andra halvlek av hemmamatchen mot Norwich City och gjorde det avslutande 4–0-målet.
Efter att ha fått sparsamt med speltid hösten 2022 lånades Cédric våren 2023 ut till Premier League-klubben Fulham.

## Landslagskarriär
Cédric debuterade för Portugals landslag den 11 oktober 2014 i en 2–1-förlust mot Frankrike.